# Diogoa retivenia
Diogoa retivenia là một loài thực vật có hoa trong họ Olacaceae. Loài này được (S.Moore) Breteler mô tả khoa học đầu tiên năm 2007.